# Stopplaats Kraailooschenweg
Stopplaats Kraailooschenweg, ook bekend als Crailoo (geografische afkorting Cra) of Halte Renbaan Bussum is een voormalige stopplaats aan de Oosterspoorweg in Zanderij Crailo.
De stopplaats was in gebruik van 1881 tot 1907 en lag net ten noorden van de Crailosebrug, ten noorden van het huidige station Hilversum Media Park en ten zuiden van Station Bussum Zuid.
Tussen 1881 en 1902 werd de stopplaats gebruikt door bezoekers van de ongeveer anderhalve kilometer noordoostelijk gelegen paardenrenbaan op de Bussumerheide.  De stopplaats was aangelegd op het terrein van de Zanderij Crailo door de Hollandsche IJzeren Spoorweg Maatschappij en bevond zich tussen station Hilversum en de Stopplaats Grintweg nabij Bussum. In 1882 was er alleen een perron aan de oostzijde van de spoorlijn.
De stopplaats is na 1902 uit de dienstregeling geschrapt en gesloten in 1907. De renbaan sloot in 1895 nadat bij Bussum Renbaan Cruysbergen was aangelegd.

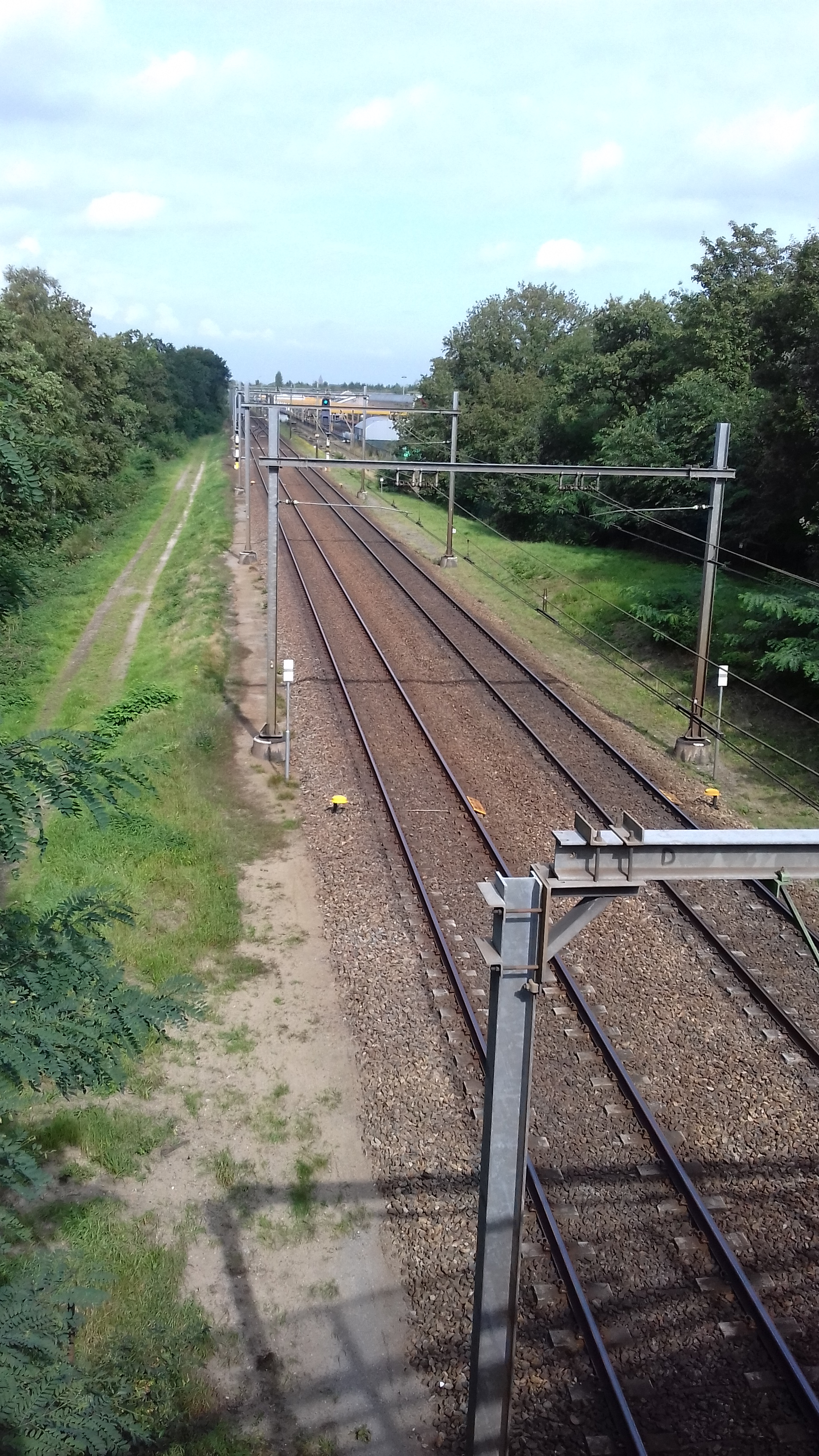
Oosterspoorweg, richting noorden, bij Crailosebrug